# Getaway
Getaway(度假天堂)是澳洲的第9台制作的旅遊節目。女主持樣貌甜美，在全世界都有很多熱情的影迷。因此在世界各國都有很高的收視。
“Getaway”(度假天堂)節目主要分兩部份：其一是每集的一個國家主題，其二是一些鄰近澳洲的特別旅遊熱點。

## 外部連結
- Getaway每周網上摘要